# Corásmia

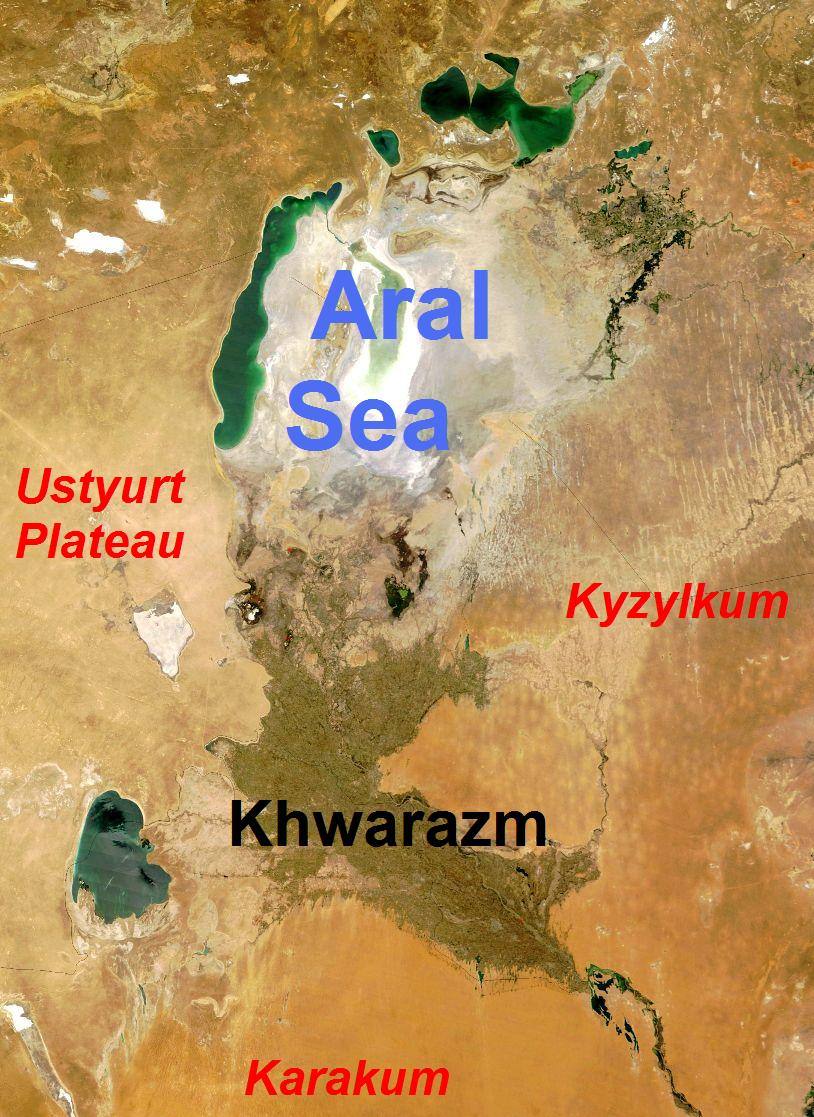
Imagem de satélite de 2009 da Corásmia

Corásmia (em latim: Chorasmia), Khwārezm, Khorezm, ou Khwarazm (em usbeque: Xorazm; em turcomeno: Horezm) é uma região histórica ao longo do Amu Dária (antigo Oxo), no Turquestão, nos territórios dos atuais Turquemenistão e Uzbequistão. No passado, o topónimo era também usado para a atual cidade de Quiva, que em vários momentos da história foi a capital de diversas entidades políticas da região,[carece de fontes?] como o Império Corásmio e o Canato de Quiva. Esteve sob controle de poderes estrangeiros ao longo dos séculos e no século VIII, os árabes introduziram ali o islão. Entre os séculos XI e XIII, foi sede do Império Corásmio e entre os séculos XVI e XX do Canato de Quiva.